# Copa da Liga Escocesa 1946–47
A Copa da Liga Escocesa de 1946-47 foi a 1º edição do segundo mais importante torneio eliminatório do futebol da Escócia. O campeão foi o Rangers F.C., que conquistou seu 1º título na história da competição ao vencer a final contra o Aberdeen F.C., pelo placar de 4 a 0.

## Premiação
| Copa da Liga Escocesa de 1946-47 |
| Escócia                          |
| -------------------------------- |
| Rangers F.C. Campeão (1º título) |